# 117e congrès des États-Unis
3 janvier 2021 – 3 janvier 2023
Sessions
Précédent Suivant
Le 117e congrès des États-Unis est la législature fédérale américaine qui se réunit à Washington du 3 janvier 2021 au 3 janvier 2023. Elle est inaugurée sous la présidence de Donald Trump et se poursuit pendant les deux premières années de la présidence de Joe Biden.
Les 435 représentants sont élus le 3 novembre 2020 et 35 sièges de sénateurs sont renouvelés. Les démocrates restent majoritaires au sein de la Chambre des représentants tandis qu'au Sénat les démocrates et les républicains sont à égalité (les deux sénateurs indépendants siégeant avec les démocrates), la vice-présidente Kamala Harris — une fois entrée en fonction le 20 janvier — faisant pencher la majorité du côté démocrate en tant que présidente de cette institution.
Le 6 janvier 2021, lors de la première réunion du 117e congrès et de façon inédite dans l'histoire du pays, le Capitole est attaqué par les partisans de Donald Trump, sur son incitation, alors que la première tâche du nouveau congrès est de certifier le vote des grands électeurs et la victoire de Joe Biden, étape finale du processus électoral de 2020 qu'ils tentent de bloquer. Après l'assaut, le Congrès alors présidé par Mike Pence et Nancy Pelosi reprend ses travaux et officialise les résultats.

## Travail législatif
En 2022, le Congrès vote la loi sur la réduction de l'inflation qui permettra, à terme, de freiner l'inflation et de privilégier les énergies renouvelables.

## Dirigeants

### Sénat
- Président : Kamala Harris (D, vice-présidente des États-Unis)
- Président pro tempore : Patrick Leahy (D-VT)
- Président pro tempore emeritus : Chuck Grassley (R-IA)
- Chef de la majorité démocrate : Chuck Schumer (D-NY)
- Whip de la majorité démocrate : Dick Durbin (D-IL)
- Chef de la minorité républicaine : Mitch McConnell (R-KY)
- Whip de la minorité républicaine : John Thune (R-SD)

### Chambre des représentants
- Présidente : Nancy Pelosi (D-CA)
- Chef de la majorité démocrate : Steny Hoyer (D-MD)
- Whip de la majorité démocrate : Jim Clyburn (D-SC)
- Chef de la minorité républicaine : Kevin McCarthy (R-CA)
- Whip de la minorité républicaine : Steve Scalise (R-LA)

## Composition

### Composition politique

#### Sénat
- Siège démocrate
- Siège indépendant
- Siège républicain

- Deux démocrates
- Un démocrate et un républicain
- Deux républicains
- Un indépendant[1] et un démocrate
- Un indépendant[1] et un républicain

|                                        | Partis       | Partis       | Partis | Total | Vacant |     |   |
| Démocrates                             | Indépendants | Républicains |        | Total | Vacant |     |   |
| -------------------------------------- | ------------ | ------------ | ------ | ----- | ------ | --- | - |
| Fin du 116e congrès                    | 45           | 2            | 53     | Total | Vacant | 100 | 0 |
|                                        |              |              |        |       |        |     |   |
| Début du 117e congrès (3 janvier 2021) | 46           | 2            | 51     | 99    | 1      |     |   |
| À partir du 20 janvier 2021            | 48           | 2            | 50     | 100   | 0      |     |   |

#### Chambre des représentants
- Siège démocrate
- Siège vacant
- Siège républicain

- Démocrate
- Républicain

|                                   | Partis       | Partis       | Partis       | Partis | Total | Vacants |     |   |
| Démocrates                        | Indépendants | Libertariens | Républicains |        | Total | Vacants |     |   |
| --------------------------------- | ------------ | ------------ | ------------ | ------ | ----- | ------- | --- | - |
| Fin du 116e congrès               | 232          | 1            | 1            | 195    | Total | Vacants | 430 | 5 |
|                                   |              |              |              |        |       |         |     |   |
| 3 janvier 2021                    | 222          | 0            | 0            | 211    | 433   | 2       |     |   |
| Pourcentage de chaque parti       | 51 %         | 0 %          | 0 %          | 49 %   |       |         |     |   |
| Membres non votants de la Chambre | 4            | 0            | 0            | 2      | 6     | 0       |     |   |

### Liste des sénateurs
Les sénateurs sont élus par tiers, tous les deux ans, selon leur classe. Ils sont ici répartis par État puis par classe (1, 2 ou 3). L'affiliation politique du sénateur est indiquée entre parenthèses : R pour le Parti républicain, D pour le Parti démocrate et I pour les indépendants. Les sénateurs de classe 1 sont au milieu de leur mandat (2019-2025), ils ont été élus en 2018. Les sénateurs de classe 2 sont au début de leur mandat (2021-2027), ayant été élus en 2020. Les sénateurs de classe 3 sont à la fin de leur mandat (2017-2023).
 Alabama 

- 2. Tommy Tuberville (R)
- 3. Richard Shelby (R)

Alaska

- 2. Dan Sullivan (R)
- 3. Lisa Murkowski (R)

Arizona

- 1. Kyrsten Sinema (D)
- 3. Mark Kelly (D)

Arkansas

- 2. Tom Cotton (R)
- 3. John Boozman (R)

Californie

- 1. Dianne Feinstein (D)
- 3. Kamala Harris (D) (jusqu'au 20 janvier 2020 au plus tard) 
  - Alex Padilla (D)

Caroline du Nord

- 2. Thom Tillis (R)
- 3. Richard Burr (R)

Caroline du Sud

- 2. Lindsey Graham (R)
- 3. Tim Scott (R)

Colorado

- 2. John Hickenlooper (D)
- 3. Michael Bennet (D)

Connecticut

- 1. Chris Murphy (D)
- 3. Richard Blumenthal (D)

Dakota du Nord

- 1. Kevin Cramer (R)
- 3. John Hoeven (R)

Dakota du Sud

- 2. Mike Rounds (R)
- 3. John Thune (R)

Delaware

- 1. Tom Carper (D)
- 2. Christopher Coons (D)

Floride

- 1. Rick Scott (R)
- 3. Marco Rubio (R)

Géorgie

- 2. Jon Ossoff (D)
- 3. Raphael Warnock (D)

Hawaï

- 1. Mazie Hirono (D)
- 3. Brian Schatz (D)

Idaho

- 2. Jim Risch (R)
- 3. Mike Crapo (R)

Illinois

- 2. Dick Durbin (D)
- 3. Tammy Duckworth (D)

Indiana

- 1. Mike Braun (R)
- 3. Todd Young (R)

Iowa

- 2. Joni Ernst (R)
- 3. Chuck Grassley (R)

Kansas

- 2. Roger Marshall (R)
- 3. Jerry Moran (R)

Kentucky

- 2. Mitch McConnell (R)
- 3. Rand Paul (R)

Louisiane

- 2. Bill Cassidy (R)
- 3. John Kennedy (R)

Maine

- 1. Angus King (I)
- 2. Susan Collins (R)

Maryland

- 1. Ben Cardin (D)
- 3. Chris Van Hollen (D)

Massachusetts

- 1. Elizabeth Warren (D)
- 2. Ed Markey (D)

Michigan

- 1. Debbie Stabenow (D)
- 2. Gary Peters (D)

Minnesota

- 1. Amy Klobuchar (D)
- 2. Tina Smith (D)

Mississippi

- 1. Roger Wicker (R)
- 2. Cindy Hyde-Smith (R)

Missouri

- 1. Josh Hawley (R)
- 3. Roy Blunt (R)

Montana

- 1. Jon Tester (D)
- 2. Steve Daines (R)

Nebraska

- 1. Deb Fischer (R)
- 2. Ben Sasse (R)

Nevada

- 1. Jacky Rosen (D)
- 3. Catherine Cortez Masto (D)

New Hampshire

- 2. Jeanne Shaheen (D)
- 3. Maggie Hassan (D)

New Jersey

- 1. Bob Menendez (D)
- 2. Cory Booker (D)

New York

- 1. Kirsten Gillibrand (D)
- 3. Chuck Schumer (D)

Nouveau-Mexique

- 1. Martin Heinrich (D)
- 2. Ben Ray Luján (D)

Ohio

- 1. Sherrod Brown (D)
- 3. Rob Portman (R)

Oklahoma

- 2. James Inhofe (R)
- 3. James Lankford (R)

Oregon

- 2. Jeff Merkley (D)
- 3. Ron Wyden (D)

Pennsylvanie

- 1. Bob Casey, Jr. (D)
- 3. Pat Toomey (R)

Rhode Island

- 1. Sheldon Whitehouse (D)
- 2. Jack Reed (D)

Tennessee

- 1. Marsha Blackburn (R)
- 2. Bill Hagerty (R)

Texas

- 1. Ted Cruz (R)
- 2. John Cornyn (R)

Utah

- 1. Mitt Romney (R)
- 3. Mike Lee (R)

Vermont

- 1. Bernie Sanders (I)
- 3. Patrick Leahy (D)

Virginie

- 1. Tim Kaine (D)
- 2. Mark Warner (D)

Virginie-Occidentale

- 1. Joe Manchin (D)
- 2. Shelley Moore Capito (R)

Washington

- 1. Maria Cantwell (D)
- 3. Patty Murray (D)

Wisconsin

- 1. Tammy Baldwin (D)
- 3. Ron Johnson (R)

Wyoming

- 1. John Barrasso (R)
- 2. Cynthia Lummis (R)

### Liste des représentants
Membres non votants
- Samoa américaines : Amata Coleman Radewagen (R)
- District de Columbia : Eleanor Holmes Norton (D)
- Guam : Michael San Nicolas (D)
- Îles Mariannes du Nord : Gregorio Sablan (I)
- Porto Rico : Jenniffer González (R/PNP)
- Îles Vierges américaines : Stacey Plaskett (D)

### Changement dans la composition des chambres

#### Sénat
| État (classe)  | Sénateur sortant   | Raison | Sénateur entrant    | Date de la prise de fonction du successeur |
| -------------- | ------------------ | --- | ------------------- | ------------------------------------------ |
| Géorgie (2)    | Vacant             | Le mandat du républicain David Perdue a expiré le 3 janvier 2021, avant qu'un second tour ne puisse être organisé. Son successeur a été élu le 5 janvier 2021 | Jon Ossoff (D)      | 20 janvier 2021                            |
| Géorgie (3)    | Kelly Loeffler (R) | Nomination expirant à la suite d'une élection spéciale. Son successeur a été élu le 5 janvier 2021                                                            | Raphael Warnock (D) | 20 janvier 2021                            |
| Californie (3) | Kamala Harris (D)  | La sénatrice démissionne le 18 janvier 2021 pour devenir vice-présidente des États-Unis. Un successeur intérimaire est nommé pour achever le mandat.          | Alex Padilla (D)    | 20 janvier 2021                            |

#### Chambre des représentants
| District                        | Représentant sortant | Raison | Représentant entrant           | Date de la prise de fonction du successeur |
| ------------------------------- | -------------------- | --- | ------------------------------ | ------------------------------------------ |
| 5e district de Louisiane        | Vacant               | Le représentant élu Luke Letlow (R) décède le 29 décembre 2020, avant le début de son mandat. Une élection spéciale a eu lieu le 20 mars 2021.                                                                                   | Julia Letlow (R)               | 13 avril 2021                              |
| 22e district de New York        | Vacant               | Le mandat d'Anthony Brindisi (D) a expiré le 3 janvier 2021, et le siège reste vacant jusqu'à la confirmation de l'élection par un juge.                                                                                         | Claudia Tenney (R)             | 11 février 2021                            |
| 2e district de Louisiane        | Vacant               | Le représentant Cedric Richmond (D) a démissionné le 20 janvier 2021 pour devenir conseiller principal du président et directeur du Bureau de liaison avec le public. Une élection spéciale a lieu les 20 mars et 24 avril 2021. | Troy Carter (D)                | 11 mai 2021                                |
| 1er district du Nouveau Mexique | Vacant               | La représentante Deb Haaland (D) démissionne le 16 mars 2021 pour devenir secrétaire à l'Intérieur. Une élection spéciale a lieu le 1er juin 2021.                                                                               | Melanie Stansbury (D)          | 14 juin 2021                               |
| 11e district de l'Ohio          | Vacant               | La représentante Marcia Fudge (D) démissionne le 10 mars 2021 pour devenir secrétaire au Logement et au Développement urbain. Une élection spéciale a lieu le 2 novembre 2021.                                                   | Shontel Brown (D)              | 4 novembre 2021                            |
| 6e district du Texas            | Vacant               | Le représentant Ron Wright (R) décède le 7 février 2021. Une élection spéciale a lieu les 1er mai et 27 juin 2021. | Jake Ellzey (R)                | 30 juillet 2021                            |
| 20e district de Floride         | Vacant               | Le représentant Alcee Hastings (D) décède le 6 avril 2021. Une élection spéciale a lieu le 11 janvier 2022. | Sheila Cherfilus-McCormick (D) | 18 janvier 2022                            |
| 15e district de l'Ohio          | Steve Stivers (R)    | Le représentant Steve Stivers démissionne le 16 mai 2021 pour devenir président de la chambre de commerce de l'Ohio. Une élection spéciale a lieu le 2 novembre 2021.                                                            | Mike Carey (R)                 | 4 novembre 2021                            |
| 22e district de la Californie   | Devin Nunes (R)      | Le représentant Devin Nunes démissionne le 1er janvier 2022 pour devenir le PDG de la société de médias de l'ancien président Donald Trump. Une élection spéciale a lieu le 7 juin 2022.                                         | Connie Conway (R)              | 14 juin 2022                               |
| District at-large de l'Alaska   | Don Young (R)        | Le représentant Don Young décède le 18 mars 2022. Une élection spéciale a lieu le 31 août 2022. | Mary Peltola (D)               | 13 septembre 2022                          |